# Хяме (приток Чирко-Кеми)
Хяме — короткая протока в России, протекает по территории Калевальского и Муезерского районов Карелии. Соединяет озеро Нюк с рекой Чирко-Кемь. Исток — озеро Нюк, устье находится в 64 км по левому берегу реки Чирко-Кемь, длина реки — 11 км. Площадь водосборного бассейна — 3310 км². Высота истока — 134,3 м над уровнем моря.
По состоянию на 2008 год, русло отделено от озера Нюк дамбой, видимо, с целью повышения обводнённости параллельной протоки Растас, по которой ранее шёл лесосплав.

## Данные водного реестра
По данным государственного водного реестра России относится к Баренцево-Беломорскому бассейновому округу, водохозяйственный участок реки — Кемь от Юшкозерского гидроузла до Кривопорожского гидроузла. Речной бассейн реки — бассейны рек Кольского полуострова и Карелии, впадает в Белое море.